# Czesław Wajda
Czesław Wajda (ur. 8 stycznia 1942) – polski lekkoatleta, mistrz i reprezentant Polski.

## Życiorys
Był zawodnikiem Spójni Gdańsk (1961-1963 i 1966-1972), gdzie jego trenerem był Henryk Tokarski i w czasie służby wojskowej Zawiszy Bydgoszcz.
Na mistrzostwach Polski seniorów wywalczył osiem medali: złoty w biegu przełajowym w 1969 (12 km), srebrne w biegu na 10 000 metrów w 1968, srebrny w biegu przełajowym w 1971 (12 km), brązowy w biegu na 10 000 metrów w 1967 i cztery brązowe w biegu przełajowym (1966 (12 km), 1967 (6 km), 1968 (12 km), 1970 (10 km)).
W 1968 wystąpił jedyny raz w meczu międzypaństwowym, zajmując 2. miejsce w spotkaniu z Włochami w biegu na 10 000 metrów.
Rekordy życiowe:
- 5000 metrów: 13:50,4 (4.08.1968)
- 10 000 metrów: 29:08,2 (11.08.1968)